# Kin Shen Hao
Kin Shen Hao o Ching Shêng Ho (translitera del 郝景盛) (1904-1965) fue un botánico chino. Trabajó en el "Instituto de Botánica", de la Academia China de las Ciencias. Había estudiado en Berlín; y exploró extensamente el oeste de China.
En 1930, se unió a Expedición china-sueca a Asia Central, realizandoe colecciones botánicas en el norte de Sichuan, el Shan Lama en Minchow, Gansu sur, Lanzhou, el lago Kokonor (Qinghai) y Xining, la capital de la provincia de Qinghai. Recogió a continuación hacia el sur en las montañas Amne Machin y viajó hacia el norte a lo largo del río Amarillo en Mongolia interior, y en 1931 botanizó en Shandong. En 1932, exploró la parte sur de Shanxi.
Más tarde, a fines de la década de 1930, estudió en Berlín. Publicó su Sinopsis de Salix de China, en 1936. Completó sus estudios en Alemania en 1938, y el foco de su investigación fue la flora de la región del lago Qinghai en China occidental. También se interesó en morfología de semillas, y del género Thesium.
En su larga vida de investigación, identificó más de cien nuevas especies de planta,s en las que nombró más de 40, publicó ocho monografías y 50 documentos.

## Algunas publicaciones

### Libros
- kin-shen Hao, wei-mei Chao. 1960. Pʻu tʻung chih wu hsüeh. 322 pp.

- -------------------. 1951. Zen yang zhi shu zao lin. Editor Guan ming shu dian, 68 pp.

- -------------------. 1946. A list of publications by Ching-Sheng Hao during the 8 war years (1937-1945). 7 pp.

- -------------------. 1945a. The genera of Chinese woody plants. Editor	Chung HWA Book, 244 pp.

- -------------------. 1945b. Gymnospermae sinicae. Editor Cheng-Chung Book Co. 152 pp.

- -------------------. 1945c. Elementary botany. Editor Zhonghua shu dian, 314 pp.

- -------------------. 1944. (Forestry). 370 pp.

- -------------------. 1942. Instituting a Forestry School. 370 pp.

- -------------------. 1939. Über Saatgutprüfung auf biochemischem Wege. Editor	J. Springer, 55 pp.

- -------------------. 1938. Pflanzengeographische Studien über den Kokonor-See und über das angrenzende Gebiet. Editor naturwiss. Diss. 154 pp.

- -------------------. 1936. Synopsis of Chinese Salix. Vol. 93 de Repertorium specierum novarum regni vegetabilis: Beihefte. Editor Buchdruckerei H. Lotze, inh. E. Sandau, 123 pp.

## Honores
Fue honrado como "uno de los más distinguidos botánicos de China".
- La abreviatura «K.S.Hao» se emplea para indicar a Kin Shen Hao como autoridad en la descripción y clasificación científica de los vegetales.[2]